# Henri Delaunay
Henri Delaunay (París, Francia; 15 de junio de 1883-Ibídem, 9 de noviembre de 1955) fue un dirigente futbolístico francés.

## Biografía
Tras jugar en el Étoile des Deux Lacs de París, llegó a ser árbitro. Se retiró tras un incidente en el partido entre el AF Garenne-Doves y el ES Benevolence, cuando se tragó el silbato y se rompió dos dientes al recibir un fuerte balonazo en la cara. 
Comenzó su carrera como dirigente en 1906 cuando fue presidente de Étoile des Deux Lacs, entonces Secretario General del Comité Francés Interfederal (CFI), antecesor de la Federación Francesa de Fútbol. Cuando el CFI pasó a ser la Federación Francesa De fútbol en 1919, él permaneció como Secretario General. 
Como miembro de la FIFA, formó parte de su Consejo desde 1924 a 1928. Junto a Jules Rimet, creador de la Copa Mundial de Fútbol. Henri fue el principal responsable de la creación de la actual Eurocopa en 1927, el trofeo que pasó a tener su nombre, no pasó a disputarse hasta 1960. 
Fue Secretario General de la UEFA desde su fundación hasta su muerte el 15 de junio de 1954. Tras su muerte, su hijo Pierre Delaunay le sucedió en 1955 al frente de la UEFA.